# Octoparse
Octoparse（オクトパス）は、Octopus Data Inc.が開発・展開するウェブスクレイピングツール。コーディングの知識がなくても利用可能で、ウェブページからデータを自動的に抽出できる。特にOctoparseは、ユーザーフレンドリーなインターフェースと強力な機能を備えていることが特徴である。抽出したデータは、Octoparseのクラウドサーバーに保存され、Excel、JSON、CSV、HTML、データベースなどの構造化形式のファイルでエクスポートできる。また、APIを介して、Octoparseをシステム、ウェブサイト、アプリに即時で統合できる。価格監視、学術研究、マーケティング調査などに広く使える。
ビジネスモデルはフリーミアムを導入しており、基本的な機能は無料で利用できる。2018年6月1日から日本語でのサービスを開始し、日本のユーザーにも広く利用されている。

## 歴史
- 2012年12月：国防科学技術大学卒である刘宝强(劉宝強 Liu Baoqiang Keven Liu)により設立
- 2015年9月：カリフォルニアにOctopus Data Inc.を設立
- 2018年6月：日本ユーザー向けに日本語サービスの提供を開始

## 特徴
Octoparseには多くの特徴がある。
- ユーザーフレンドリーなインターフェース：ドラッグ＆ドロップで操作できるインターフェースを提供。初心者でも直感的に使えるデザイン。
- クラウドベースのスクレイピング：クラウドサーバーでタスクを実行し、大規模なデータ抽出が可能。クラウド上での運用により、24時間365日データ収集が可能。
- 高度なデータ抽出：Ajaxを使うWebページを含む静的および動的Webサイトに対応。フォームの記入、テキストボックスへの検索語入力など、人間の操作をシミュレートしてWebページとやり取りが可能。
- データエクスポート：収集したデータをCSV、Excel、JSON、HTML、データベース（MySQL、SQL Server、Oracle）、クラウドサービス（Google Sheet、Zapier）など、多様な形式でエクスポート可能。
- IPローテーションとアンチブロッキング：IPアドレスのローテーション機能やアンチブロッキング対策を提供し、安定したデータ収集を実現。
- スケジューリングと自動化：定期的なスクレイピングタスクをスケジュールし、自動実行が可能。
- Webスクレイピングテンプレート：数百種類のあらかじめ作成されたテンプレートを利用でき、プログラミング知識がなくても簡単にWebスクレイピングが可能。ターゲットWebサイトのURLや検索キーワードを入力するだけでデータが抽出される。

## サービス内容
Octoparseは、ウェブスクレイピングツールの提供に加えて、以下のような多様なサービスを展開している。これらのサービスは、企業や個人ユーザーがデータ収集や分析をより効率的に行うためのサポートを提供する。

### エンタープライズプラン
エンタープライズプランは、企業のニーズに特化したカスタマイズプランを提供する。専用のサポートチームや専用サーバー、大規模なデータ処理能力など、企業が必要とする高度な機能を備えている。このプランでは、以下のようなサービスが含まれる。
- カスタムスクレイピングソリューションの設計
- データセキュリティの強化
- 高速データ処理
- 専用アカウントマネージャーの提供

### データ収集代行
データ収集代行サービスでは、ユーザーが自らスクレイピングを行う代わりに、Octoparseの専門チームがデータ収集を代行する。特定のデータを迅速かつ正確に取得し、ユーザーに提供することで、時間とリソースの節約が可能になる。
- 任意のウェブサイトからのデータ抽出
- 定期的なデータ更新サービス
- データのカスタムフォーマットでの提供

### クローラー作成代行
クローラー作成代行サービスでは、Octoparseの専門家がユーザーの要件に基づいてカスタムクローラーを作成する。これにより、プログラミング知識がなくても高度なデータ抽出が可能になる。
- 既製のスクレイピングテンプレートの提供
- カスタムクローラーの設計と実装
- ユーザーの特定のニーズに合わせたデータ抽出

### レビュー分析（VOC）
Octoparse VOCは、消費者レビュー分析を簡単に行うことができる。収集したレビューのテキストデータを分析し、インサイトを提供する。消費者のフィードバックを詳細に解析することで、製品やサービスの改善点を特定することが可能。
- 自然言語処理（NLP）を用いたテキスト分析
- ポジティブ/ネガティブなトレンドの識別
- 顧客の感情分析

### 顧客体験マネジメント
顧客体験マネジメント（CEM）サービスでは、顧客の体験を総合的に管理し、最適化するためのツールを提供する。顧客のフィードバックや行動データを分析し、より良い顧客体験を構築するサポートを行う。
- 顧客フィードバックの収集と分析
- 顧客体験の改善提案
- リアルタイムのデータダッシュボード

### 料金プラン
Octoparseはフリーミアムを導入しており無料版と有料版を提供。無料版でも基本的な機能は利用可能だが、タスクの登録数や自動実行数に制限がある。有料版ではこれらの制限が緩和され、より多くのタスクをクラウド上で運用可能。自分の目的に合わせたプランを選ぶことができる。

### サポートとチュートリアル
Octoparseの使い方については、公式サイトで詳細なチュートリアルや使い方動画が提供されている。また、様々な活用例も紹介されており、ユーザーが具体的な使用方法を理解しやすいようにサポートされている。日本語でのサポートも充実しており、困ったときには迅速に対応してもらえる。